# La Guerre des mondes
Pour les articles homonymes, voir La Guerre des mondes (homonymie).
La Guerre des mondes (The War of the Worlds) est un roman de science-fiction écrit par H. G. Wells, publié en 1898. C'est une des premières œuvres d'imagination dont le sujet est l'humanité confrontée à une espèce extraterrestre hostile, en plus d'être le reflet de l'angoisse de l'époque victorienne et de l'impérialisme.
Succès critique et populaire dès sa sortie, le roman est notamment inclus dans La Bibliothèque idéale de la SF. Il est adapté plusieurs fois : pour la radio (dont une version d'Orson Welles qui a défrayé la chronique en 1938), en jeux de rôle, en bande dessinée, en plusieurs longs-métrages de cinéma et séries télévisées.

## Résumé
« […] Par-delà le gouffre de l’espace, des esprits qui sont à nos esprits ce que les nôtres sont à ceux des bêtes qui périssent, des intellects vastes, calmes et impitoyables, considéraient cette terre avec des yeux envieux, dressaient lentement et sûrement leurs plans pour la conquête de notre monde […] »
1894. Des astronomes sont témoins d'étranges activités à la surface de Mars, comme des éclairs ou des explosions de gaz incandescent. L'étonnant phénomène se répète pendant les dix nuits suivantes puis cesse. Des météores venant de la planète rouge se dirigent bientôt vers la Terre. Le premier s'écrase en Angleterre, dans le Surrey : il s'agit d'un objet ayant la forme d'un cylindre de vingt-cinq à trente mètres. Les curieux se rassemblent autour du cratère formé par la chute du projectile, mais ils sont bientôt tués par un « Rayon Ardent » projeté par une machine gigantesque à trois énormes jambes sortie du cylindre.
Par la suite, les autres cylindres envoyés depuis Mars s'écrasent et libèrent d'autres engins mécaniques contrôlés par des créatures tentaculaires installées à l'intérieur. Ces tripodes, armés de leur Rayon Ardent et d'un gaz toxique appelé « Fumée noire », se dirigent vers Londres en désintégrant tout sur leur passage. L'armée britannique réplique. Mais rapidement, la lutte tourne à l'avantage des envahisseurs. Les populations terrifiées fuient cet ennemi implacable qui pompe le sang des malheureux qu'il capture et sème partout une mystérieuse herbe rouge qui étouffe toute végétation. Commence alors pour le narrateur, une fuite dans un monde ravagé, où il ne croise plus que des êtres humains isolés à la limite de la folie. Puis il se rend compte que les Martiens cessent soudain toute activité : les microbes terriens, contre lesquels ils n'étaient pas immunisés, les ont exterminés.

## Genèse et contexte

### Les canaux de Mars

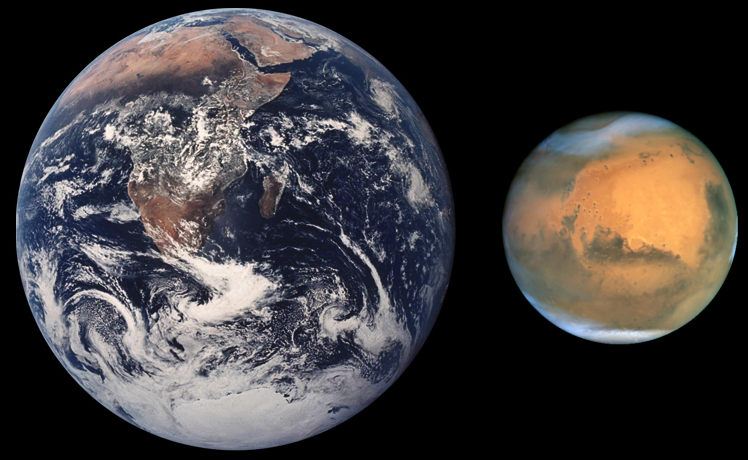
Taille comparée entre la Terre et Mars

À partir de la fin du XIXe siècle, la croyance en l’existence de canaux martiens et de planètes habitées marque l’imagination populaire. En 1877, l'astronome Giovanni Schiaparelli, directeur de l'observatoire de Milan, observe la présence de très grandes traces rectilignes sur la surface de la planète Mars. Cette découverte ne fait cependant pas l'unanimité. Percival Lowell, un millionnaire, décide de se consacrer exclusivement à l'étude de la planète rouge et fonde en 1894 un observatoire dans l'Arizona avec sa fortune personnelle. En 1900, il a référencé plus de 400 canaux bien trop rectilignes, selon lui, pour être des formations naturelles. Lowell est bientôt persuadé que Mars abrite une civilisation avancée luttant contre une importante sécheresse.
H. G. Wells s'établit en 1895 dans le Surrey avec sa femme. Il passe une grande partie de ses journées à écrire et à se promener dans la campagne. Au cours de l'une de ces promenades, Wells et son frère discutent de la possibilité de l'arrivée d'êtres venus d'une autre planète. La discussion fait germer dans la tête de l'écrivain une idée, bientôt nourrie par des articles sur les fameux canaux de Mars. En 1896, Wells, qui suivait de très près les avancées scientifiques de son époque, publie Intelligence on Mars, où il couche sur papier ce qui va devenir La Guerre des mondes. L'auteur suggère que les Martiens sont attirés par la Terre car leur propre monde, très ancien, est asséché et mourant.

### Colonialisme et domination navale
Dans La Guerre des mondes, une forme de vie extraterrestre venant de Mars attaque Londres. Or nous sommes à la fin du XIXe siècle et l'Empire britannique, l'ensemble territorial composé des colonies, protectorats, mandats et autres territoires gouvernés par le Royaume-Uni, s'étend sur une grande partie du globe et ne connaît pas d'adversaire. Wells bouleverse cette conviction en réduisant cet empire en ruines, anéanti par une plus grande puissance. Les Martiens s'imposent comme une « race supérieure ».
L'instrument ultime de la domination impérialiste britannique au XIXe siècle est sa marine de guerre. De façon très symbolique, les Anglais envahis par les Martiens recourent à l'arme absolue de l'époque, un cuirassé type pré-dreadnought, qui engage le combat avec un tripode martien dans l'estuaire de la Tamise. Le cuirassé détruit un tripode avec un coup direct, mais, sans grande difficulté, les autres tripodes le détruisent dans les minutes qui suivent, grâce au « Rayon Ardent », qui provoque l'explosion des soutes à munitions du cuirassé, dont l'épave en flammes vient éperonner un second tripode.
Au temps de H.G. Wells, le système colonial anglais était l'objet de critiques de la part des intellectuels, et en particulier de Wells, pacifiste engagé à gauche. Les budgets astronomiques de la Royal Navy et la course aux armements navals avec l'Allemagne, à une époque où prévalait la doctrine du two-power standard (la marine anglaise devait être plus puissante que la somme des deux marines de guerre venant après elle), étaient également sujets à controverses.

### Immunité aux maladies infectieuses
La déroute finale des Martiens face aux microbes témoigne, selon le biologiste Maxime Schwartz et l'entomologiste François Rodhain, de la vulgarisation à laquelle était parvenue, à la fin du XIXe siècle, la notion d'immunité aux maladies infectieuses, grâce aux travaux d'Ilya Ilitch Metchnikov, Emil Adolf von Behring ou Jules Bordet à la suite de Louis Pasteur.

## Adaptations

### Littérature

#### Premières éditions illustrées
- Les premières éditions illustrées sont signées dans l'édition anglaise par Warwick Goble (dans Pearson's Magazine, 1898) puis, en français, par Ed. Carrier (dans La Science Illustrée, décembre 1900), Henri Lanos (dans Je sais tout, septembre 1905), Henrique Alvim Corrêa (L. Vandamme, Bruxelles, 1906), Charles Dudouyt (Calmann-Lévy, 1915)[10].

#### Livre audio
- H. G. Wells, La Guerre des mondes, lu par Benjamin Jungers, 6h38, traduit de l'anglais par Henry D. Davray, Lizzie, Paris, 2020.  (ISBN 9791036607851)

#### Bande dessinée
- En 1946-1947, Edgar P. Jacobs réalise des illustrations au lavis de La Guerre des mondes dans les pages du Journal de Tintin. Un album sorti aux éditions Dargaud en 1986 reprend ces illustrations.
- Le comics Killraven s'inspire directement de La Guerre des mondes replacée dans un contexte moderne.
- En 1998, Roy Thomas et Michael Lark revisite cette histoire dans Superman: War of the Worlds.
- En 2002, le Volume 2 de La Ligue des gentlemen extraordinaires se déroule à l'époque de La Guerre des mondes et en offre une vision alternative.
- En 2005 parait War of the Worlds, une bande dessinée écrite par Ian Edginton et dessinée par D’Israeli d'abord chez Dark Horse Comics, puis en français en 2006 aux éditions Kymera sous le titre La Guerre des mondes.
- En 2007 parait La Guerre des mondes, une bande dessinée écrite par Philippe Chanoinat, dessinée par Alain Zibel, et mise en couleurs par Patrice Duplan (Éditions Adonis, Collection Romans de Toujours). Elle est rééditée en 2016 chez Glénat, dans la collection Les grands classiques de la littérature en bande dessinée.
- En 2016 parait La grande Guerre des mondes, une trilogie sous forme d'uchronie, où la Guerre des Mondes rencontre la Première Guerre mondiale.
- En 2017 parait La Guerre des mondes, par Dobbs et Vicente Cifuentes (couleurs Matteo Vattani), chez Glénat (collection HG Wells).
- En 2018 parait La Guerre des mondes, un manga écrit par Daisuke et Sai Ihara et dessiné par Hitotsi Yokoshima, publié en France en 2021 aux éditions Ki-oon.

#### Romans et nouvelles
- Meghduter Morte Agomon (traduction : L'Ascension des messagers de Dieu sur Terre) de Hemendra Kumar Ray (en) est un roman de science-fiction bengalie de 1933 qui s'en inspire.
- En 1976, le roman La Machine à explorer l'espace de Christopher Priest s'inscrit dans la continuité de La Guerre des mondes et de La Machine à explorer le temps de H. G. Wells.
- En 2003, Jean-Pierre Guillet propose une suite à La Guerre des mondes, La Cage de Londres[11]. Dans ce roman, quelque temps après avoir échoué, les Martiens récidivent et, mieux préparés, vainquent. Depuis lors, ils se nourrissent du sang des humains parqués dans de gigantesques enclos.
- L'écrivain britannique Eric Brown a écrit la nouvelle The Tragic Affair of the Martian Ambassador (2013) ainsi que le roman court Simulacres martiens (2018) lui faisant suite en les situant plusieurs années après les évènements décrits dans La Guerre des mondes.
- En 2021, l'auteur allemand Tom Zola publie une trilogie sous le titre Die Weltenkriegsaga qui relate une deuxième tentative des Martiens de conquérir la Terre. Éditions EK-2 Publishing (Duisburg).

### Radio
- En 1938 est diffusée sur le réseau CBS une adaptation par Orson Welles.

### Filmographie

#### Cinéma
- 1953 : La Guerre des mondes (The War of the Worlds) de Byron Haskin
- 1981 : La Guerre des mondes (Wojna swiatów - nastepne stulecie) de Piotr Szulkin
- 2005 : La Guerre des mondes (War of the Worlds) de Steven Spielberg
- 2005 : 
  - La Guerre des mondes (The War of the Worlds), de Timothy Hines
  - La Guerre des mondes (H.G. Wells' The War of the Worlds) de David Michael Latt
- 2008 : War of the Worlds 2: The Next Wave de C. Thomas Howell
- 2012 : Invasion meurtrière (Alien Dawn) de Neil Johnson
- 2014 : Dawn of destruction de Neil Johnson
- 2021 : 2021: La Guerre des mondes (2021 War of the World) de Mario N. Bonassin
- 2023 : La guerre des mondes : l'invasion (War of the Worlds: The Attack) de Junaid Syed
- 2025 : War of the Worlds de Rich Lee

#### Télévision

##### Série
- 1988 : War of the Worlds de Greg Strangis.
- 2019 : 
  - La Guerre des mondes de Howard Overman.
  - The War of the Worlds de Craig Viveiros.

### Musique
En 1978, le roman inspire un album concept à Jeff Wayne, qu'il réactualise en 2012. Les parties narratives, un journaliste qui témoigne de l'invasion extraterrestre, alternent avec des parties musicales chantées par les protagonistes, dont les paroles font référence au contexte de l'histoire.
- Jeff Wayne's Musical Version of The War of The Worlds
- Jeff Wayne's Musical Version of the War of the Worlds - The New Generation

### Jeux vidéo
- En 1984 parait The War of the Worlds (en) pour ZX-Spectrum
- En 2004, les striders du jeu vidéo Half-Life 2 ressemblent beaucoup aux tripodes de La Guerre des mondes.
- En 2024, les Moissonneurs du jeu vidéo Helldivers 2 sont fortement inspirés des tripodes de La Guerre des mondes.

## Influence

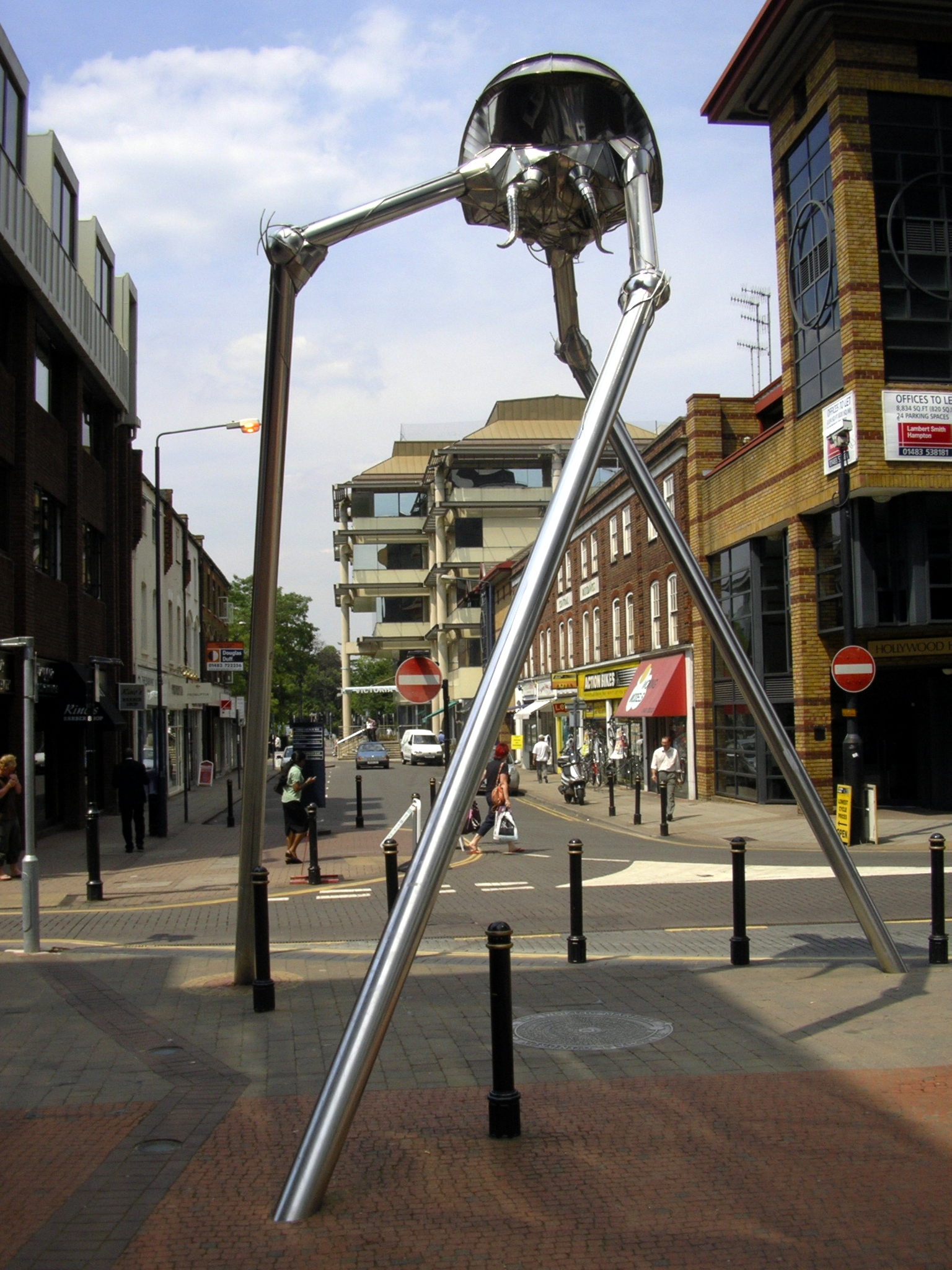
Sculpture d'après l'œuvre de Wells. Woking, Surrey

Le thème de l'invasion par des extra-terrestres est populaire au cinéma, avec par exemple Les Daleks envahissent la Terre, Les soucoupes volantes attaquent, Invasion planète Terre, Les Envahisseurs de la planète rouge (1953) de W.C. Menzies, L'invasion vient de Mars (1985) de Tobe Hooper, Le Jour où la Terre s'arrêta (The Day the Earth Stood Still, 1951) de Robert Wise, etc., puis, plus récemment, avec des longs-métrages comme Rencontres du troisième type (1977) de Steven Spielberg, E.T. l'extra-terrestre (1982) ou encore Independence Day et Evolution d'Ivan Reitman. Le burlesque Mars Attacks! de Tim Burton présente en particulier l'inattendue et peu glorieuse défaite des envahisseurs martiens, contrairement à La Guerre des mondes où l'envahisseur est détruit par des microbes terrestres.
Les séries télévisées Defiance et Falling Skies s'en inspirent également.